# Eintonflöte
Eintonflöten sind Längsflöten ohne Fingerlöcher, die nur einen Ton hervorbringen. Nach Art der Tonerzeugung gehören sie zu den Kernspaltflöten oder randgeblasenen Flöten. Kurze Flöten mit nur einem Ton werden auch Pfeife genannt, um sie von mehrtönigen Grifflochflöten zu unterscheiden. Das untere Ende kann offen oder geschlossen (gedackt) sein.
Es gibt Flöten ohne Grifflöcher, die je nach Blasdruck mehrere Töne der Naturtonreihe erzeugen und als Obertonflöten zusammengefasst werden. Panflöten bestehen aus zwei oder mehr parallel verbundenen, unterschiedlich gestimmten Eintonflöten und eignen sich für ein melodisches Spiel.

## Herkunft
Längsflöten gelten als entwicklungsgeschichtlich älter als Querflöten. Die meisten Flöten besitzen eine zylindrische Spielröhre, Gefäßflöten sind in der Minderzahl. Eintonflöten oder Pfeifen dienten und dienen hauptsächlich als Signalinstrumente. Sie markieren den Beginn der Entwicklung zur musikalisch universell verwendbaren Flötenfamilie. Die aus gebündelten Eintonflöten bestehenden Panflöten gehen mutmaßlich den Grifflochflöten voraus, denn die Entwicklung der letzteren bedeutet eine Materialersparnis bei gleichen musikalischen Möglichkeiten. Als Musikinstrument sind Eintonflöten sehr selten, auch Flöten mit bis zu drei Grifflöchern sind kaum verbreitet. Wesentlich häufiger kommen allgemein Flöten mit vier oder mehr Fingerlöchern vor. Ensembles mit mehreren einzelnen, unterschiedlich gestimmten Eintonflöten erscheinen als Vorläufer der Panflöten.

## Einzeln gespielte Eintonflöten

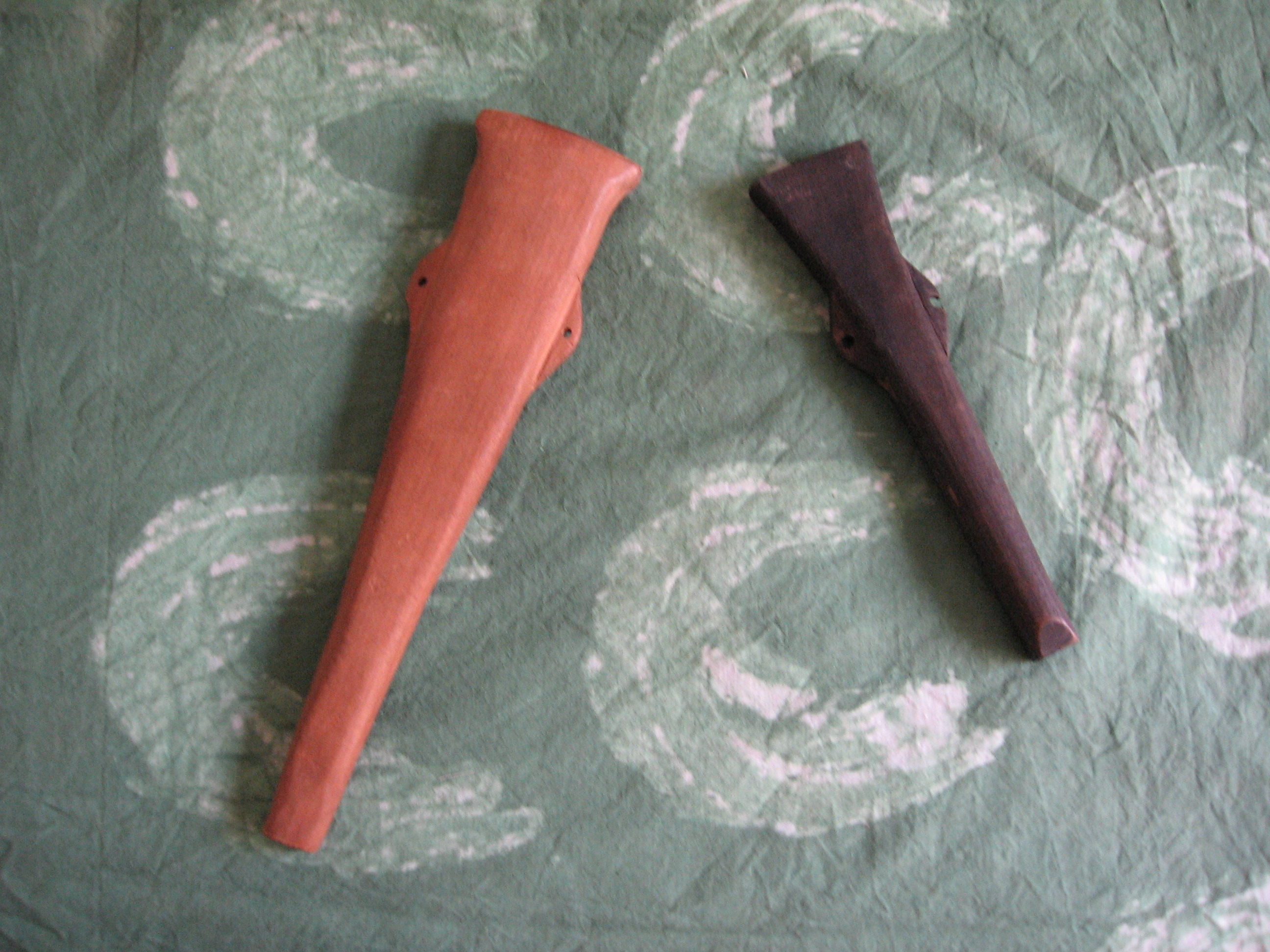
Zwei hölzerne pifilca aus Patagonien.

Im südlichen Afrika kommen lange, seitlich angeblasene Antilopenhörner phalaphala vor, die mit ihrem einen Ton früher bei höfischen Zeremonien und als Ausrufer zu Versammlungen eingesetzt wurden. Die Herero verwendeten kleinere Antilopenhörner als Eintonflöten mit einem geschlossenen unteren Ende, indem sie von der Öffnung in Richtung der Spitze einbliesen. Solche bei freudigen Anlässen und als Signalruf verwendeten Naturhornpfeifen, über die europäische Reisende im 19. Jahrhundert berichteten, gaben einen lauten, schrillen Ton von sich. Die einfachsten kurzen Eintonflöten in Südafrika sind bei den Zulu und Xhosa als impepe (Plural izimpepe) bekannt. Sie bestehen aus einem an der Unterseite durch einen Fruchtknoten geschlossenen Schilfrohr, in dessen gerade abgeschnittenes oberes Ende der Spieler einbläst. Hierbei legt er das Rohrende an die aufgebogene Zungenspitze und bläst in einem schrägen Winkel gegen die obere Kante des Rohrs. Die impepe wurde nach einem Bericht von 1899 von Jungen bei Tänzen oder als Signal bei Kämpfen untereinander verwendet. Nach demselben archaischen Prinzip der Tonerzeugung wurde die heute obsolete Längsflöte igemfe der Zulu angeblasen. Ihr unten offenes Ende konnte beim Spiel mit dem Finger verschlossen werden, wodurch bei geschlossenem Rohr ein zweiter, um eine Quarte tieferer Ton erklang.
In der Musik Neuguineas werden verschiedene Flöten und Panflöten rituell verwendet. Ein Sänger der Huli im südlichen Hochland, der in einer Aufnahme von 1998 zu seiner Stimme im schnellen Wechsel in die Eintonflöte pili pe aus Bambus bläst, erzeugt eine Hoquetus-artig verzahnte Tonfolge.
Die kürzeste der in der Volksmusik Rumäniens gespielten Endkantenflöten (fluier fără dop) ist die fifă („Pfeife“). Frauen in der Region Oltenia erzeugen mit dieser Eintonflöte einen Grundton zur einfachen Melodie einer jodelnden Gesangsstimme.
Prähistorische Flötenfunde werden stets mit magischen Ritualen in Verbindung gebracht. Dies gilt auch für die randgeblasene pifilca der Andenregion in Zentralchile. Diese Flöte aus vorspanischer Zeit kommt noch in wenigen isolierten Gegenden vor. Archäologische Exemplare sind aus Stein oder Holz gefertigt. Sie besitzen zwei, in der Mitte enge und sich nach beiden Seiten erweiternde Bohrungen und produzieren einen schrillen, dissonanten Ton, mit dem Ahnen und übernatürliche Wesen zum Ritualort gerufen werden sollten. Heute stellen Mapuche pifilca häufig aus einer Bambusart her und blasen sie paarweise mit demselben Effekt. Die pifilca hat gewisse Ähnlichkeiten mit der Panflöte siku der Aymara. In Chile werden auch hölzerne pifilca verwendet, deren Tonhöhe nach dem Prinzip der Kolbenflöte durch einen in das untere Ende eingeschobenen Holzstab gleitend verändert werden kann.

## Paarweise gespielte Eintonflöten
Im Dorf Zdrelo im Osten von Serbien (Bezirk Braničevo) fanden Musikethnologen 1972 eine dudurejš genannte Eintonflöte, die ausschließlich von Frauen der walachischen Minderheit gespielt wurde. Die Flöte besteht aus einem etwa 15 Zentimeter langen Pflanzenstängel vom Gefleckten Schierling (Conium maculatum L), der am oberen Ende halbkreisförmig eingeschnitten und am unteren Ende durch einen Fruchtknoten geschlossen ist. Zum Spielen werden immer zwei Flöten ungleicher Länge nebeneinander senkrecht nach unten vor den Mund gehalten. Dudurejš ist ein lautmalerisches Wort und bedeutet „zwei Flöten“, während eine Flöte dudurajka heißt. Je nach der nur geschätzten Länge der beiden Röhren ergeben sich am häufigsten die Töne g1–a1 oder h1–c2. Die halbkreisförmigen Enden der Flöten sind an den gegenüberliegenden Seiten jeweils unterschiedlich hoch eingeschnitten. Die Musikerin legt die höheren Kanten an die Unterlippe, sodass der Luftstrom besser zu den äußeren Kanten gelangen kann.
Zwei Frauen stehen sich gegenüber und blasen in Flötenpaare, die zwei Töne gleicher Tonhöhen produzieren. Es ergibt sich eine aus zwei Tönen in einem gleichmäßigen Rhythmus bestehende Melodie, die zwischendurch um einen guttural erzeugten Falsettton ergänzt wird. Die befragten Frauen erinnerten sich, dass sie als Mädchen beim Schafehüten derartige Melodien als Signale bliesen, und um Jungen zum nächsten Tanzfest einzuladen. Beides verweist auf die magische Bedeutung dieser in eine vermutlich frühe Hirtenkultur zurückreichenden Tradition, die sich auf dem Balkan auch in der Hirtenflöte kaval erhalten hat. Gespielt wurde ab Mai, wenn der Pflanzenstängel gewachsen ist, bis Ende Juli.

## Eintonflötenensembles
Ein Ensemble aus mehreren gedackten Eintonflöten, bei dem jeder Musiker einen Ton zum Gesamtklang beisteuert, kann wie eine Panflöte zur Melodiebildung verwendet werden. Im subsaharanischen Afrika kommen vereinzelt Eintonflötenensembles vor, die musikalisch den weiter verbreiteten Ensembles mit Eintonhörnern (beispielsweise den Kalebassentrompeten waza im Grenzgebiet von Sudan und Äthiopien und den enzamba-Querhörnern in Uganda) entsprechen, aber von geringerer Lautstärke sind. Afrikanische Eintonflötenensembles sind in Europa bekannt, seit sie Vasco da Gama bei seiner Umrundung Südafrikas 1497 hörte und darüber berichtete. Mit den musikalisch verwandten Panflötenensembles sind sie von Südafrika über Mosambik, Sambia, Uganda, Sudan bis Äthiopien verbreitet. Richtung Westafrika wurden sie in Nigeria, Kamerun und Tschad gefunden.
In Ruanda heißt ein solches Ensemble, das früher wie das Ensemble der Querhörner amakondera hauptsächlich zu Ehren des Königs auftrat, insengo. Die insengo ist eine randgeblasene, kurze Längsflöte, die aus Holz konisch geschnitzt und dann längs halbiert wird. Beide Hälften werden rinnenförmig ausgeschnitten, wieder aufeinander gelegt, zunächst mit einer Schnur und anschließend mit einem elastischen Band aus der Speiseröhre eines Stiers umwickelt. Vor dem Spiel gießt der Musiker Bananenbier durch die Röhre, um das Holz weicher zu machen und den Klang zu verbessern. Er hält die Flöte nach unten gerichtet zwischen Daumen und Zeigefinger der geballten Hand mit der Handinnenseite an seinen Mund und bläst über das größere Ende. Die insengo war zusammen mit Zeremonialtrommeln (ingoma) seit Beginn des Königreichs Ruanda ein Symbol der Tutsi-Herrscher. Zum ruandischen Eintonflötenensemble gehören Flöten in drei Größen, die wie die Trommeltypen des ingoma-Ensembles benannt sind und einen hohen Ton (ishakwe), einen mittleren Ton (inyahura) und einen tiefen Ton (ibihumulizo) produzieren. Die drei Flötengrößen sind im Ensemble einfach oder mehrfach besetzt. Ein entsprechendes Ensemble der Ankole im Südwesten von Uganda verwendet die Eintonflöte ensheegu.
Die Ingessana in der sudanesischen Provinz an-Nil al-azraq spielen fünf bis acht, bal genannte Eintonflöten, die am unteren Ende geschlossen (gedackt) sind, mit einer Längstrompete singar, die aus einer flaschenförmigen Kalebasse besteht, und mehreren Kalebassenrasseln in einem Ensemble.
Ähnliche gedackte Flöten verwenden die Dirasha, eine Sprachgruppe um die Kleinstadt Gidole im Südwesten Äthiopiens nahe der kenianischen Grenze in der Region YeDebub. Das Ensemble besteht aus einem Set von 24 gedackten Bambusflöten, fila, die zwischen 7 und 76 Zentimeter lang sind. Die von jungen Männern gespielte fila besitzt eine scharfe Anblaskante am rechtwinklig abgeschnittenen oberen Ende. Die Männer haben Rasseln an den Füßen und tanzen, während sie Flöte spielen, bei zeremoniellen Anlässen der Gemeinschaft im Kreis.
Stets drei embilta genannte Flöten aus Bambus oder aus einer Metallröhre bilden ein Ensemble bei den Tigray und Amharen im äthiopischen Hochland. Die embilta spielenden Männer treten bei Familienfeiern und anderen zeremoniellen Anlässen wie an religiösen Feiertagen auf. Außer der üblicherweise zu hörenden Oktave über dem Grundton kann durch Überblasen die obere Quinte hervorgebracht werden.
Die Khoisan im südlichen Afrika spielten früher einzelne Einton-Rohrflöten zur Begleitung von Tänzen. Den Schilderung von Augenzeugen seit Vasco da Gama im 15. Jahrhundert zufolge scheinen die Eintonflöten die hauptsächlichen Musikinstrumente der Khoisan gewesen zu sein. Die Flöten waren stets unverbunden, erst unter europäischem Einfluss begannen sie, unterschiedlich lange Flöten zu Panflöten zu bündeln. Die nyanga oder nanga („kleines Horn“) der Venda in Südafrika sind entsprechende Panflöten, die häufig aus vier Pfeifen bestehen und von den Tänzern beim Kreistanz tshikona geblasen werden.
Die hindewhu ist eine sieben bis acht Zentimeter lange Eintonflöte aus einer Pflanzenröhre bei den Pygmäen in der Zentralafrikanischen Republik, die ein Musiker im schnellen Wechsel mit gesungenen Tönen ähnlich wie die pili pe in Neuguinea bläst. Die Flöte liefert einen oberen Bordunton zu den gesungenen Intervallen und mehrere Musiker produzieren im Zusammenklang eine polyphone Melodie. Der hindewhu-Musikstil war in den 1970er Jahren eine Inspirationsquelle für die amerikanische Minimal Music.
In der Volksmusik im Norden von Litauen haben sehr altertümliche Instrumente überlebt. Die skudutis (litauisch, Plural skudučiai) ist eine 8 bis 20 Zentimeter lange, am unteren Ende geschlossene Eintonflöte, die über zwei Kerben am oberen Rand angeblasen wird. In einem Ensemble aus zwei bis fünf Spielern hält jeder eine, zwei oder drei Flöten in der Hand, um mit mehreren Sekundenintervallen ein rhythmisches Muster zu erzeugen. Ähnlich wie im skudučiai-Ensemble wird die Holztrompete ragas verwendet. Die skudučiai werden in den Instrumentalversionen des mehrstimmigen Gesangsstils sutartinė verwendet. Früher wurden die sutartinės im Frühjahr von Frauen gesungen und getanzt, während Männer die Instrumente spielten. Neben der Eintonflöte verwendeten sie weitere Blasinstrumente wie die Hornpfeife birbynė und die Kastenzither kanklės (ähnlich der finnischen kantele).